# Heathrow Airport Holdings
BAA Limited — британская компания, крупнейший в мире оператор аэропортов. Штаб-квартира — в Лондоне.
Основана в 1966 году как государственная компания British Airports Authority. Приватизирована правительством Маргарет Тэтчер в 1986 году и получила современное название.
В июле 2006 года была приобретена Grupo Ferrovial за 10,1 млрд фунтов.

## Деятельность
BAA владеет и управляет семью аэропортами в Великобритании, включая лондонский Хитроу. Кроме того, BAA принадлежат доли в шести аэропортах Австралии, аэропортах Неаполя, Индианаполиса и Будапешта.
Выручка за финансовый год, закончившийся в марте 2005 году, составила $3,97 млрд, чистая прибыль — $1,02 млрд.